# Anacis festiva
Anacis festiva är en stekelart som beskrevs av Porter 1967. Anacis festiva ingår i släktet Anacis och familjen brokparasitsteklar. Inga underarter finns listade i Catalogue of Life.